# 美國白鱘
美國白鱘又名高首鱘（學名：Acipenser transmontanus）是在美國發現的的大型鱘魚，美國白鱘成年體長可達6-6.1公尺，體重則達到680-816公斤，美國白鱘的巨大身體與超長體長，也十分有機會使牠成為，世界最大淡水魚的候選者之一，以及北美最大的淡水魚之一。